# Saint-Agne
Saint-Agne là một xã của Pháp, nằm ở tỉnh Dordogne trong vùng Nouvelle-Aquitaine của Pháp.

## Hành chính
| Danh sách các xã trưởng                |             |                |      |                     |
| Giai đoạn                              | Giai đoạn   | Tên            | Đảng | Tư cách             |
| 1989                                   | đương nhiệm | Serge Mérillou | PS   | Tổng ủy viên về hưu |
| Tất cả các dữ liệu trước đây không rõ. |             |                |      |                     |

## Thông tin nhân khẩu
| Năm | 1962 | 1968 | 1975 | 1982 | 1990 | 1999 |
| --- | ---- | ---- | ---- | ---- | ---- | ---- |
| Dân số | 274  | 254  | 251  | 258  | 325  | 357  |
| From the year 1962 on: No double counting—residents of multiple communes (e.g. students and military personnel) are counted only once. |      |      |      |      |      |      |